# Rio Gudea Mică
O Rio Gudea Mică é um rio da Romênia, afluente do Gudea, localizado no distrito de Mureş.